# Cnephasia klimeschi
Cnephasia klimeschi es una especie de polilla perteneciente al género Cnephasia, categorizada en la tribu Cnephasiini, de la subfamilia Tortricinae.

## Distribución
Se distribuye por Macedonia.

## Taxonomía
Fue descrita por Razowski en 1958 y publicada por primera vez en (Cnephasia), Polskie Pismo Ent. 27(1957): 79.